# Амашукети
Амашукети (груз. ამაშუკეთი) — село в Грузии, на территории Харагаульского муниципалитета края (мхаре) Имеретия.

## География
Село находится в западной части Грузии, на левом берегу реки Дзирулы, на расстоянии 32 километров к северо-востоку от посёлка городского типа Харагаули, административного центра муниципалитета. Абсолютная высота — 454 метра над уровнем моря.

## Население
По результатам официальной переписи населения 2014 года, в Амашукети проживало 118 человек (62 мужчины и 56 женщин). В национальной структуре населения грузины составляли 100 %.
| Год  | Население, человек |
| ---- | ------------------ |
| 2002 | 58                 |
| 2014 | ↗ 118              |